# Pleurotomella bureaui
Pleurotomella bureaui é uma espécie de gastrópode do gênero Pleurotomella, pertencente a família Raphitomidae.